# Graphics Interchange Format
Graphics Interchange Format (en español «Formato de Intercambio de Gráficos») también llamado Compuserve GIF y más conocido como GIF, es un formato gráfico digital utilizado ampliamente en la World Wide Web (WWW), tanto para imágenes como para animaciones.
Creado por CompuServe en 1987 para dotar de un formato de Video en color a sus áreas de descarga de archivos, sustituyó su anterior formato en blanco y negro RLE. GIF llegó a ser muy popular porque podía usar el algoritmo de compresión LZW —Lempel Ziv Welch—, que era más eficiente que el algoritmo Run-length encoding o RLE usado por los formatos PCX y MacPaint. Por lo tanto imágenes de gran tamaño podían ser descargadas en un razonable periodo de tiempo, incluso con módems muy lentos.
GIF es un formato sin pérdida de calidad para imágenes con hasta 256 colores, limitados por una paleta restringida a ese número de colores. Por ese motivo, con imágenes con más de 256 colores —de profundidad de color superior a ocho—, la imagen debe adaptarse y reduce su cantidad de colores, lo que produce la consecuente pérdida de calidad.

## Historia
Los GIFs se extendieron gracias al navegador Netscape que permitía que se vieran. Si Netscape no hubiera integrado los GIF, probablemente hubieran muerto en 1998. Fue en ese año cuando CompuServe fue comprada por AOL y dejó expirar la patente sobre ellos, por lo que el formato quedó liberado para el público general.

GIF animado.

En los años 2000, cuando apareció Flash, un software que permitía crear animaciones más atractivas, potentes, que incluían audio y podían ser interactivas, los GIF quedaron en desuso. Paradójicamente, el software Flash está obsoleto, ya que las tabletas y teléfonos inteligentes como los iPhone no lo reproducen. Si se hacen banners publicitarios en Flash y se quiere que estén desde otros móviles y no se pueden ver, se deja de usar. Las razones técnicas no son las únicas que justifican el repunte actual del uso del GIF, la funcionalidad, la gran aceptación social y potencia viral que tienen sumado a que son fáciles de ver, de reproducir, de compartir y de crear los hacen una herramienta gráfica comunicativa muy completa.
En 2012, GIF se convirtió en la palabra del año al ser reconocida por el diccionario de Oxford. Según Katherine Martin, responsable del diccionario, “el GIF ya no es solamente un medio de expresión de la cultura pop: se ha convertido en una herramienta para la investigación y el periodismo, y su identidad léxica se transforma y se mantiene”.
Un año después, en 2013, el creador del formato, Steve Wilhite, recogió el Webby Award a toda una vida y aprovechó el momento para hacer una importante revelación: en estos premios, el discurso no puede tener más de cinco palabras y Wilhite optó por proyectar las suyas en la pared: «Se pronuncia JIF, no GIF». Además, ese mismo año, Alex Chung y Jace Cooke fundaron la base de datos online Giphy, que permite a los usuarios compartir y buscar archivos de GIFs animados. Su idea surgió con la intención de transmitir información de forma rápida y más visual.
En 2015, Facebook añadió soporte para GIFs en su página y sus chats, aunque originalmente no dieran apoyo a este formato de comunicación.
Actualmente, WhatsApp ha incluido los GIFs en su plataforma, si bien, no son exactamente GIFs, sino archivos cortos de vídeo en formato MP4 sin sonido, a los que han llamado GIF por la popularidad de este formato.

## Características
- Una imagen GIF dispone de una paleta de 2 a 256 de colores (8 bits). Cada color de la paleta tiene un valor RGB definido en un rango de 16,8 millones de colores, pero el número máximo de colores que pueden aparecer en la imagen son 256.[6]
- Admite transparencia binaria, es decir, sólo admite transparencia total o colores opacos. Este tipo de transparencia no requiere de un canal adicional y se realiza simplemente marcando un color de la paleta 100 % transparente.
- Otra característica por la que se conoce especialmente a este formato es por permitir animaciones, con loop o sin loop.
- Para su compresión utilizan el algoritmo LZW, entre otros.
- Admite entrelazado para la carga gradual de la imagen en conexiones lentas.

## Usos
Las imágenes en formato GIF se han utilizado en la web de forma masiva. Su principal utilidad sigue siendo el despliegue de imágenes animadas y banner publicitarios para páginas web, por ser el único formato soportado por navegadores antiguos que permita dicho efecto.
No obstante, han aparecido formatos de imagen mucho más eficientes, completos y ligeros, y el GIF ha perdido poco a poco su popularidad.

La Oxford University Press afirma que el formato se ha convertido en una herramienta con aplicaciones serias y aplicada en campos de investigación y periodismo.

Animación ejemplar del cerezo en flor.

## Patentes
Unisys, propietario de la patente del algoritmo LZW que se utiliza en el formato GIF reclamó durante años el pago de regalías por su uso. CompuServe, al desarrollar el formato, no sabía que el algoritmo LZW estaba cubierto por una patente. Debido a esto, cualquier programa capaz de abrir o guardar archivos GIF comprimidos con LZW debía cumplir con sus exigencias. Es necesario recalcar que el formato GIF puede utilizar otros métodos de compresión no cubiertos por patentes, como el método Run-length encoding.
Por esta razón aparecieron alternativas libre de regalías como el PNG con mayores calidad de imagen y mejores ratios de compresión.

## GIF en las redes sociales
Las redes sociales como Google Plus (actualmente en desuso) que permiten las animaciones han hecho que el gif animado vuelva a ser un formato muy utilizado por su sencillez de edición y poco peso frente a los vídeos.
Recientemente, redes sociales como Telegram, Twitter, Facebook y WhatsApp, se han sumado y han incluido la posibilidad de usar imágenes GIF en sus servicios.  Su popularidad también llega hasta webs dedicadas a este tipo de imágenes como Giphy, que cosecha puestos privilegiados (322) en el ranking Alexa.
Plataformas como Tumblr y Giphy son famosas por permitir acceso a GIFs de infinidad de temas, permitiendo a los usuarios cargar, descargar y hasta crear sus propios GIFs.

### GIF en WhatsApp
Actualmente, los GIF se han extendido de tal manera que incluso se utilizan para responder mensajes, y este es el caso de la aplicación de mensajería instantánea WhatsApp. La aplicación habilitó el envío de estos en la versión beta v2.17.6 de una manera rápida y fácil: se trata de abrir la pestaña del emoticono en la parte izquierda de la pantalla. Una vez se abre la selección de emoticonos, en la parte inferior se encuentra el símbolo GIF. Al seleccionarlo, se puede elegir de entre una gran lista de emoticonos e incluso hay una barra de búsqueda para encontrar el GIF más adecuado.

### GIF en Instagram
En febrero de 2018 se incorporó una nueva función en Instagram, concretamente en los "Instagram stories". Se añadió una nueva opción donde había las opciones de ubicación, hashtag, hora, temperatura, encuestas... Lo hicieron a través de Giphy una web que reúne estas animaciones desde hace tiempo. Se encarga de controlar los GIFs, censurar aquellos que son impropios y permitir los que no tienen contenido molesto para los usuarios. Recientemente, un GIF se saltó el filtro de Giphy y salió a la luz un GIF de carácter racista. Como consecuencia se censuró el uso de GIFs en esta red social. Una vez aseguraron que se había añadido otro nivel de moderación en el filtro y tomaron las medidas necesarias para que no volviera a pasar, se volvió a permitir el uso de GIFs en Instagram.

### GIF en Telegram
La función de GIF en Telegram se incorporó en 2016. Inicialmente fue con el bot @gif y más adelante dentro las opciones de adjuntos. El servicio para compartir contenido es Giphy y usa codificación MP4.

## GIFs en la comunicación
Aunque tengamos la opción de transmitir la misma idea con un pequeño vídeo, o con una frase, un GIF presenta unas ventajas técnicas y a tener en cuenta: dinamiza la comunicación, tiene una reproducción inmediata, facilita la retención visual, y produce un impacto emocional.[cita requerida]

### GIF en los medios de comunicación
La primera revista en atreverse a publicar una portada que incluía un gif animado, fue la norteamericana TIME, que tras la presentación por parte de Apple de sus nuevos modelos de iPhone y Apple Watch el 9 de septiembre de 2014, construyó una portada alrededor de un artículo que nos hablaba sobre como Apple está invadiendo nuestros cuerpos. La imagen que se escogió para ilustrar dicho artículo en sus versiones digitales fue la de una muñeca humana en la que parpadeaban gráficos y números: un GIF. Su versión en papel era igual pero sin movimiento. Unos días después de esta publicación, el 29 de septiembre de 2014, la revista New Yorker presentó una portada animada en su página web y su aplicación móvil. La imagen constaba simplemente de un taxi neoyorquino con el Empire State de fondo y unas gotas de lluvia que se deslizaban por la pantalla.
Hoy en día por ejemplo, lectores de todas las ediciones internacionales del Huffington Post están acostumbrados a las noticias que incluyen GIFs y a su aparición en la portada. Incluso medios de comunicación más tradicionales como podría ser The New York Times ha trabajado con ellos.